# Alstugorna
Alstugorna är en småort i Nättraby socken i Karlskrona kommun i Blekinge län.